# Skarszew
Skarszew – wieś w Polsce, położona w województwie wielkopolskim, w powiecie kaliskim, w gminie Żelazków.
W latach 1975–1998 miejscowość administracyjnie należała do województwa kaliskiego.
W pobliżu Skarszewa leży Skarszewek i Kolonia Skarszewek.
W 1945 pobliskim lesie Niemcy dokonali zbrodni w lesie skarszewskim.